# Aloysius Itoka
Aloysius Itoka (* 13. März 1961 in Cavella, Liberia) ist ein deutscher Schauspieler und Theaterregisseur liberianischer Abstammung.

## Leben
Aloysius Itoka erhielt seine Schauspielausbildung in New York, an der University of Buffalo sowie in Berlin. Im deutschen Fernsehen war er meist in Krimiserien zu sehen, so in Wolffs Revier, Polizeiruf 110 und Der Bulle von Tölz. Er synchronisierte in James Bond 007 – Casino Royale den Bösewicht Steven Obanno (Isaach De Bankolé). Von Januar bis März 2008 war er in der Rolle des Joshua Obote in der Telenovela Sturm der Liebe zu sehen.
Seit 2010 tritt der Schauspieler vermehrt auf Theaterbühnen auf, so im Ballhaus Naunynstraße in Berlin.

## Filmografie
- 1996: Der Landarzt (TV-Serie, eine Folge)
- 1996: Bruder Esel (TV-Serie, zwei Folgen)
- 1997: Der Kapitän – Zwischen den Fronten (TV-Serie)
- 1997: Lindenstraße (TV-Serie, eine Folge)
- 1998: Schlange auf dem Altar
- 1999: Küstenwache (TV-Serie, eine Folge)
- 2000: Die Verbrechen des Professor Capellari (TV-Serie, eine Folge)
- 2001: Polizeiruf 110: Gelobtes Land
- 2001: Hand in Hand
- 2002: Die Anstalt: Zurück ins Leben (TV-Serie, eine Folge)
- 2003: Der Bulle von Tölz: Berliner Luft (TV-Serie)
- 2003: Jetzt erst recht
- 2003: Wenn Weihnachten wahr wird
- 2004: Welcome Home
- 2005: Tatort: Minenspiel
- 2005: Tatort: Borowski in der Unterwelt
- 2006: Winterreise
- 2006: Tatort: Tod aus Afrika
- 2007: GSG 9 – Ihr Einsatz ist ihr Leben (TV-Serie, eine Folge)
- 2008: Sturm der Liebe (TV-Serie, 45 Folgen)
- 2009: Tag und Nacht (TV-Serie, eine Folge)
- 2009: Tatort: Schiffe versenken
- 2009: Schnell ermittelt (TV-Serie, eine Folge)
- 2009: Ploaie in desert
- 2009: Normal is des ned! (TV-Serie, eine Folge)
- 2010: Notruf Hafenkante (TV-Serie, Folge Herr Mubiru im Paradies)
- 2012: Inseln vor dem Wind
- 2012: Franzi (TV-Serie, eine Folge)
- 2015: Notruf Hafenkante (TV-Serie, Folge Help)
- 2016: Der schwarze Nazi
- 2017: Alarm für Cobra 11 – Die Autobahnpolizei (TV-Serie, eine Folge)
- 2019: Ein ganz normaler Tag
- 2019: Familie Bundschuh – Wir machen Abitur